# Tercer Triunvirato (Argentina)
El Tercer Triunvirato es el nombre que se da a un intento de formar un gobierno en las Provincias Unidas del Río de la Plata en 1815. En medio del período del Directorio, no llegó a formarse íntegramente ni tomó medida de gobierno alguna, como tampoco fue disuelto ni reconocido fuera de Buenos Aires. No suele ser contado entre los gobiernos argentinos.
Debía estar formado por:
- José de San Martín
- Matías de Irigoyen
- Manuel de Sarratea

## Surgimiento
Cuando una revolución popular provocó la renuncia del entonces Director Supremo Carlos María de Alvear, el 18 de abril de 1815, el Cabildo de Buenos Aires nombró provisoriamente a un nuevo triunvirato, el Tercer Triunvirato, que tendría vigencia hasta el nombramiento de un nuevo Director Supremo. 

## Finalización
Dado su carácter provisorio, este nuevo triunvirato quedó de hecho disuelto el 20 de abril de 1815, dos días después de haber sido nombrados sus miembros, tras el nombramiento de José Rondeau como Director Supremo. Sin embargo, dado que se encontraba en el Alto Perú, el nuevo director fue interinamente reemplazado por Ignacio Álvarez Thomas en la capital.
| Miembros del Tercer Triunvirato - José de San Martín - Manuel de Sarratea - Matías de Irigoyen |

- Datos: Q6142172